# Talmoed

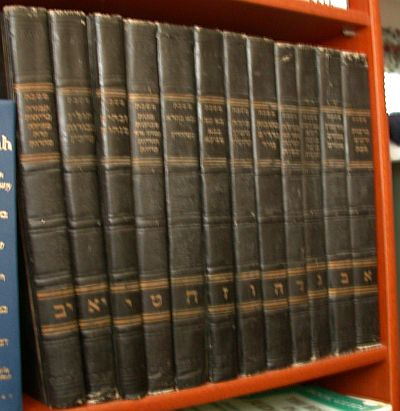
Een complete uitgave van de Talmoed Bavli

De Talmoed (Hebreeuws: תלמוד, "leer") is na de Tenach (in het christendom het Oude Testament) het belangrijkste boek binnen het jodendom. Het bevat de commentaren van belangrijke rabbijnen en andere schriftgeleerden op de Tenach, veelal in de vorm van discussies tussen voor- en tegenstanders van een bepaald standpunt. Door deze aanvankelijk mondelinge traditie van uitlegging en verklaring van de Wet en profeten vanaf de tijd van Mozes is er zo een zeer uitgebreide samenstelling van mogelijke uitleggingen, wetsprecedenten, anekdotes, legenden en mythen verzameld.

## Vorm en onderdelen

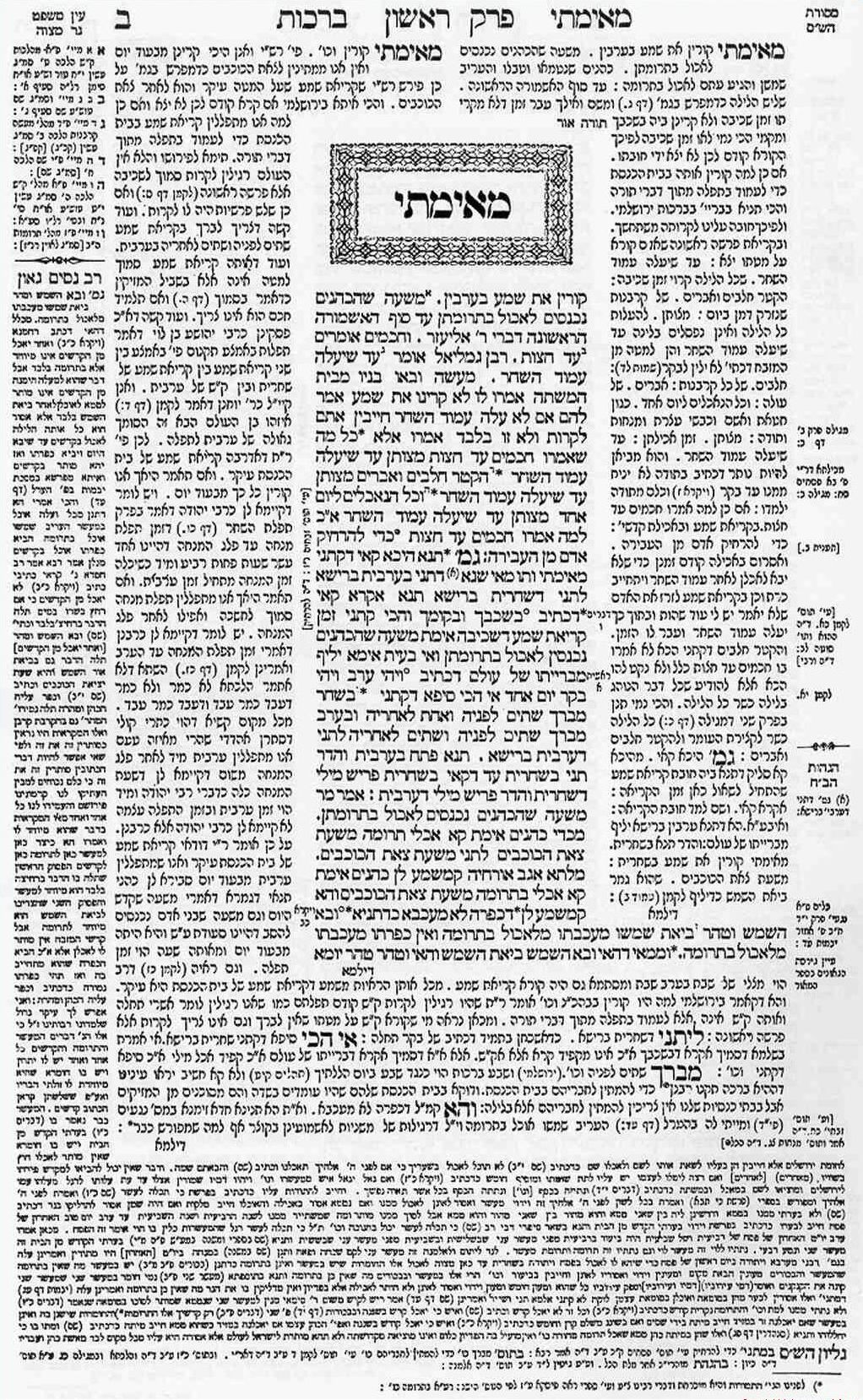
Bladzijde uit het traktaat "Berachot". Centraal in en onder het versierde vakje staat de tekst van de Misjna, gevolgd door de Gemara. Daaromheen staan commentaren van belangrijke middeleeuwse geleerden.

De Talmoed wordt vanwege zijn omvang meestal als een serie boeken uitgegeven.
De Talmoed bestaat uit:
1. de Misjna; dit zijn de commentaren op de Tenach, schriftelijk vastgelegd rond 200 na Christus. De Misjna is verdeeld in zes sedariem (hoofdafdelingen). Deze zes hoofdafdelingen zijn weer onderverdeeld in masechtot (traktaten) die op hun beurt zijn onderverdeeld in perakiem (hoofdstukken). Deze perakiem zijn eveneens verder verdeeld in Misjnajot of Halachot (wetten, regels). In totaal bestaat de Misjna uit 63 Masechtot (traktaten), 525 Perakiem (hoofdstukken) en 4178 Misjnajot of Halachot (wetten, regels).
2. de Gemara; dit zijn de commentaren op de Misjna.

## Jeruzalemse en Babylonische Talmoed
Men maakt onderscheid tussen de Babylonische Talmoed (Talmoed Bawlie) en de Jeruzalemse Talmoed (Talmoed Jeroesjalmie). Hoewel ze allebei dezelfde misjna als kern hebben zijn de commentaren hierop, de gemara's, verschillend.
- De Babylonische Talmoed wordt het meest gebruikt, en is tussen ca. de jaren 500 en 600 vastgelegd in Mesopotamië, waar in die periode vele bloeiende joodse gemeenschappen gevestigd waren. Deze is verreweg de uitgebreidste en populairste Talmoed. In de Middeleeuwen zijn nog commentaren toegevoegd van belangrijke rabbijnen. De joodse mystieke traditie vastgelegd in de Kabbala put voornamelijk uit de Talmoed Bawlie.
- De Jeruzalemse Talmoed is in Palestina ontstaan en vastgelegd rond 350. Deze gaat voornamelijk in op commentaren over de Mozaïsche wetten die handelen over het agrarische landgebruik en de reinigingswetten in de tempeldienst. De Leiden Jeruzalemse Talmoed (Or. 4720) uit 1289 is vandaag het enige bestaande volledige manuscript van de Jeruzalemse Talmoed en is beschikbaar bij de Universitaire Bibliotheken Leiden. Een digitale versie van het manuscript kan geraadpleegd worden via de Leidse Digital Collections.[1]

## Huidige gebruik van de Talmoed
De manier waarop in de Talmoed wordt gediscussieerd is kenmerkend voor het jodendom: leren door discussie. In de synagogen en leerscholen van vooral orthodoxe joden kan men nog altijd felle discussies waarnemen over de vele mogelijke interpretaties van de Talmoed.
Onder orthodoxe joden wordt veel het Daf Jomi (= de dagelijkse bladzijde) leesprogramma gevolgd. Hierbij wordt iedere dag een dubbelzijdige pagina van de Talmoed bestudeerd zodat in 2711 dagen (7,5 jaar) de hele Talmoed wordt behandeld.

### Hebreeuwstalig
- Misjna: de kern van de Talmoed
- Tosefta: commentaar van rabbijnen uit middeleeuws Frankrijk en Duitsland
- Talmoed Jeroesjalmi volledige tekst
- Talmoed Bavli volledige tekst

### Engelstalig
- The Talmud
- Afbeeldingen van iedere pagina van de Babylonische Talmoed.

- Algemeen:
  - "A Page from the Babylonian Talmud" door prof. Eliezer Segal
  - Een doorsnee van de rabbijnse literatuur op de Or Sameach website
  - Punt voor punt opsomming en commentaar bij een traktaat in de Talmoed Bavli

Misjna · Tosefta · Baraita · Gemara · Talmoed · Kleine traktaten · Midrasj · Targoem · Responsa · Kabbala · Zohar